# Wormaldia arriba
Wormaldia arriba är en nattsländeart som beskrevs av Füsun Sipahiler 1999. Wormaldia arriba ingår i släktet Wormaldia och familjen stengömmenattsländor. Inga underarter finns listade i Catalogue of Life.